# Ibolya Oláh
Ibolya Oláh (Nyíregyháza, 31 gennaio 1978) è una cantante ungherese.

## Biografia
Cresciuta in un orfanotrofio di Tiszadob, Oláh ha conquistato il grande pubblico dopo aver messo in commercio l'album in studio d'esordio Egy sima, egy fordított, numero uno in Ungheria e certificato platino dalla Magyar Hangfelvétel-kiadók Szövetsége con oltre 30 000 copie vendute. Il successo ottenuto dal disco le ha permesso di essere candidata per due riconoscimenti in occasione del Fonogram Award, atto a premiare il meglio della musica in suolo ungherese. Anche l'LP successivo, intitolato Édes méreg, si è tramutato in una nomination alla medesima gala di premiazione, in un 2º posto nella Album Top 40 slágerlista e in una certificazione di platino.
Ha in seguito pubblicato i dischi El merem mondani (2010) e Voltam Ibojka (2018); quest'ultimo divenuto il suo quarto progetto in top ten nella graduatoria nazionale. Nel 2022 è stata concorrente ad A Dal con l'inedito Nem adom el, dove è stata dichiarata vincitrice con 38 punti.

## Vita privata
Nel 2011 si è dichiarata apertamente lesbica.

## Discografia

### Album in studio
- 2004 – Egy sima, egy fordított
- 2005 – Édes méreg
- 2010 – El merem mondani
- 2018 – Voltam Ibojka (con Gábor Presser)
- 2022 – Nem adom el

### Raccolte
- 2011 – Nézz vissza

### Singoli
- 2004 – Nem kell
- 2011 – Igaz, ami igaz
- 2016 – Amióta elszakadtál (con Gábor Presser)
- 2018 – Voltam Ibojka
- 2022 – Nem adom el